# Greedy (canción de Ariana Grande)
«Greedy» es una canción grabada por la cantante estadounidense Ariana Grande. La canción aparece en Dangerous Woman (2016), su tercer álbum de estudio. La canción fue escrita por Max Martin, Savan Kotecha, Alexander Kronlund e Ilya Salmanzadeh (conocida monónimamente como Ilya), y producida por Martin e Ilya. La canción fue lanzada el 14 de mayo de 2016, como una pista de gratificación instantánea para acompañar los pedidos digitales de Dangerous Woman. Grande debutó «Greedy» en Apple Music el día después de «Everyday».

## Grabación y producción
«Greedy» fue escrita por Alexander Kronlund, Ilya Salmanzadeh, Savan Kotecha y Max Martin, quienes también produjeron la canción con Salmanzadeh. El arreglo de la trompeta fue proporcionado por Jonas Thander, quien también tocó el saxofón, los músicos Karl Olandersson y Stefan Persson contribuyeron con la trompeta, Martin tocó los teclados, percusión, guitarras, tambor y programación con Salmanzadeh. La canción se grabó en dos estudios: MXM Studios ubicado en Los Ángeles, California y Wolf Cousins Studios en Estocolmo, Suecia. La mezcla para «Greedy» fue realizada por Serban Ghenea en MixStar Studios, Virginia Beach, Virginia, con la ingeniería para la mezcla de John Hanes. Fue masterizado en Sterling Sound en la ciudad de Nueva York, Nueva York por Tom Coyne y Aya Merrill.

## Composición
Según la partitura publicada por Kobalt Music Publishing America, Inc. en el sitio Musicnotes.com, la canción está compuesta en clave de Eb menor en 4
Firma de 4 tiempos con un ritmo de 108 latidos por minuto. El rango de vocales de Grande abarca desde la nota baja Eb4 a la nota alta Ab5. Una canción disco-pop y R&B, «Greedy» se abre. Grande introduce el título con un registro vocal alto, el primer verso contiene un «bajo genial» y vocales más rápidas armonizan alrededor del final de cada línea.

## Presentaciones en vivo
Para promocionar Dangerous Woman, Grande interpretó «Greedy» en Good Morning America como parte del «Central Park Summer Concert», durante el espectáculo también interpretó «Dangerous Woman» y «Be Alright». Ella también interpretó la canción como parte de la presentación de su álbum para Vevo el 21 de mayo de 2016.

## Recepción de la crítica
Billboard's la crítica Katie Atkinson describió la canción como «una tontería retrospectiva, que proyecta a Grande como una dama Bruno Mars». Mientras que Christopher R. Weingarten de Rolling Stone llama a la canción como «zona residencial de tonterías».
Annie Zaleski de la A.V. El club comentó: «El punto culminante picante» Greedy», en particular, es un exuberante gusano oreja de R & B-pop en el que tiene una explosión complaciendo a su diva del evangelio interno.
Quinn Moreland, de Pitchfork, consideraba a «Greedy» uno de los aspectos más destacados del álbum, el editor lo describió como un jugueteo que anuncia que Grande realmente brilla cuando se le da el protagonismo. Al revisar la canción para Nylon, Jenna Igneri escribió positivamente: «Greedy» es todo lo que esperarías de la pequeña princesa del pop. Es alegre y pegadiza, y muy Ariana Grande, mientras pronuncia letras como «Sabes que soy codiciosa por amor». No hay duda de que te hará bailar todo el verano.

## Créditos y personal
Créditos adaptados de las notas del forro de Dangerous Woman.
- Ariana Grande – voz principal, composición
- Max Martin- composición, producción, programación, teclado, guitarra, bajo, percusión, voces de fondo
- Savan Kotecha - composición, voces de fondo
- Ilya Salmanzadeh- composición de canciones, producción, programación, teclado, guitarra, bajo, percusión, voz de fondo

## Posicionamientos en listas
| Listas 2019                           | Posición | Ref    |
| ------------------------------------- | -------- | ------ |
| Francia (SNEP)                        | 194      | [ 13 ] |
| Portugal (AFP)                        | 86       | [ 14 ] |
| Corea del Sur (Gaon)                  | 18       | [ 15 ] |
| Reino Unido (Official Charts Company) | 113      | [ 16 ] |